# محاولة انقلاب 2021 في أرمينيا
محاولة الانقلاب الأرمنية هو ادعاء لرئيس الوزراء الأرميني نيكول باشينيان أعلن فيه بقيام محاولة انقلاب عسكرية في أرمينيا نفذتها القوات المسلحة الأرمينية بقيادة رئيس الأركان العامة للقوات المسلحة الأرمينية أونيك جاسباريان ضد حكومته.

## خلفية
استمرت الاحتجاجات المناهضة للحكومة والمطالبة باستقالة رئيس الوزراء السابق نيكول باشينيان في أرمينيا منذ هزيمة البلاد في حرب مرتفعات قرة باغ 2020.
في 25 فبراير 2021 قال رئيس الأركان العامة للقوات المسلحة الأرمينية أونيك جاسباريان في بيان موقع من قبل 40 من كبار الضباط أن باشينيان والحكومة «لم يعودوا قادرين على اتخاذ القرارات المناسبة في هذه اللحظة المصيرية من الأزمة للأرمن»، مضيفًا أن مطلبهم جاء نتيجة إقالة باشينيان النائب الأول لرئيس هيئة الأركان العامة تيران خاتشاتريان في اليوم السابق للبيان. يبدو أن إقالة خاتشاتريان كانت مدفوعة بمقابلة أجراها حيث سخر من ادعاء باشينيان (الذي أدلى بها خلال مقابلة في وقت سابق من ذلك الأسبوع) بأن صواريخ إسكندر الأرمينية الموردة روسية من طراز إسكندر-إم كانت غير فعالة عند استخدامها أثناء الحرب ضد أذربيجان.

## محاولة الانقلاب المزعومة
رد باشينيان على البيان ووصفه بأنه محاولة انقلاب عسكري ودعا حلفاءه إلى التجمع في ساحة الجمهورية الرئيسية بالعاصمة يريفان. وقع باشينيان أيضًا على أمر بإقالة أونيك جاسباريان من منصبه، والذي لم يوقعه الرئيس الأرميني أرمين سركسيان. وتحصن المتظاهرون في الشوارع حول البرلمان ليلا ونصبوا خيامًا لزيادة الضغط على الحكومة للتنحي. تم تفعيل احتجاج آخر في الساعة 13:00 من اليوم التالي.

## ردود الفعل

### المحلية
نظمت كل من المسيرات المؤيدة للحكومة والمعارضة في العاصمة يريفان.

### الدولية
- روسيا: قال المتحدث باسم الكرملين دميتري بيسكوف، إن موسكو تتابع بقلق الأحداث في أرمينيا، ودعا الجانبين إلى الهدوء وضبط النفس. مضيفًا أن مطالبة الجيش باستقالة رئيس الوزراء هي شأن داخلي لأرمينيا.[5]
- تركيا: أدان وزير الخارجية التركي مولود جاويش أوغلو بشدة محاولة الانقلاب المزعومة، قائلاً إنه من غير المقبول أن يدعو الجيش إلى استقالة زعيم منتخب ديمقراطياً.[6]
- أذربيجان: صرح الرئيس الأذربيجاني إلهام علييف أن «أرمينيا لم تكن في مثل هذا الوضع السيئ والبائس. المسؤولون في أرمينيا مسؤولون عن هذا الوضع».[7]
- أرتساخ: أعرب رئيس جمهورية أرتساخ أرايك هاروتيونيان غير المعترف بها عن قلقه البالغ إزاء «التطورات السياسية الداخلية الأخيرة في جمهورية أرمينيا» وحذر من أن هزيمة الجانب الأرمني في الحرب الأخيرة قد تصبح «أعمق ومميتة». إذا لم تظهر جميع الأطراف ضبط النفس. وعرض خدماته كوسيط.[8]